# 東勝寺 (宇都宮市)
東勝寺（とうしょうじ）は、かつて宇都宮城下（現在の栃木県宇都宮市日野町、宇都宮パルコから宮島町十文字付近）にあった天台宗の寺院で宇都宮氏の菩提寺のひとつ。本尊は朝日観音。1262年（弘長2年）に宇都宮景綱によって当時の宇都宮城下の田川東岸に建立され、その後、田川西岸の荒尾崎に移され、現在の馬場通り三丁目から一番町に亘る広大な伽藍には釈迦堂、普賢堂、千手堂が建立された。1585年（天正13年）12月に後北条氏の下野国侵略に加担した日光山僧兵の焼き討ちを受けて焼失、1597年（慶長2年）には宇都宮氏が豊臣秀吉によって改易され廃寺となった。名残として、元境内地の町名には江戸時代に千手町や釈迦堂町、普賢町など仏堂の名前が冠された。
清巌寺所蔵の鉄塔婆 （国の重要文化財）や宝蔵寺所蔵のおよりの鐘は、第8代宇都宮氏当主の宇都宮貞綱によって建立され当寺に寄進されたものと伝えられている。